# Saras kök

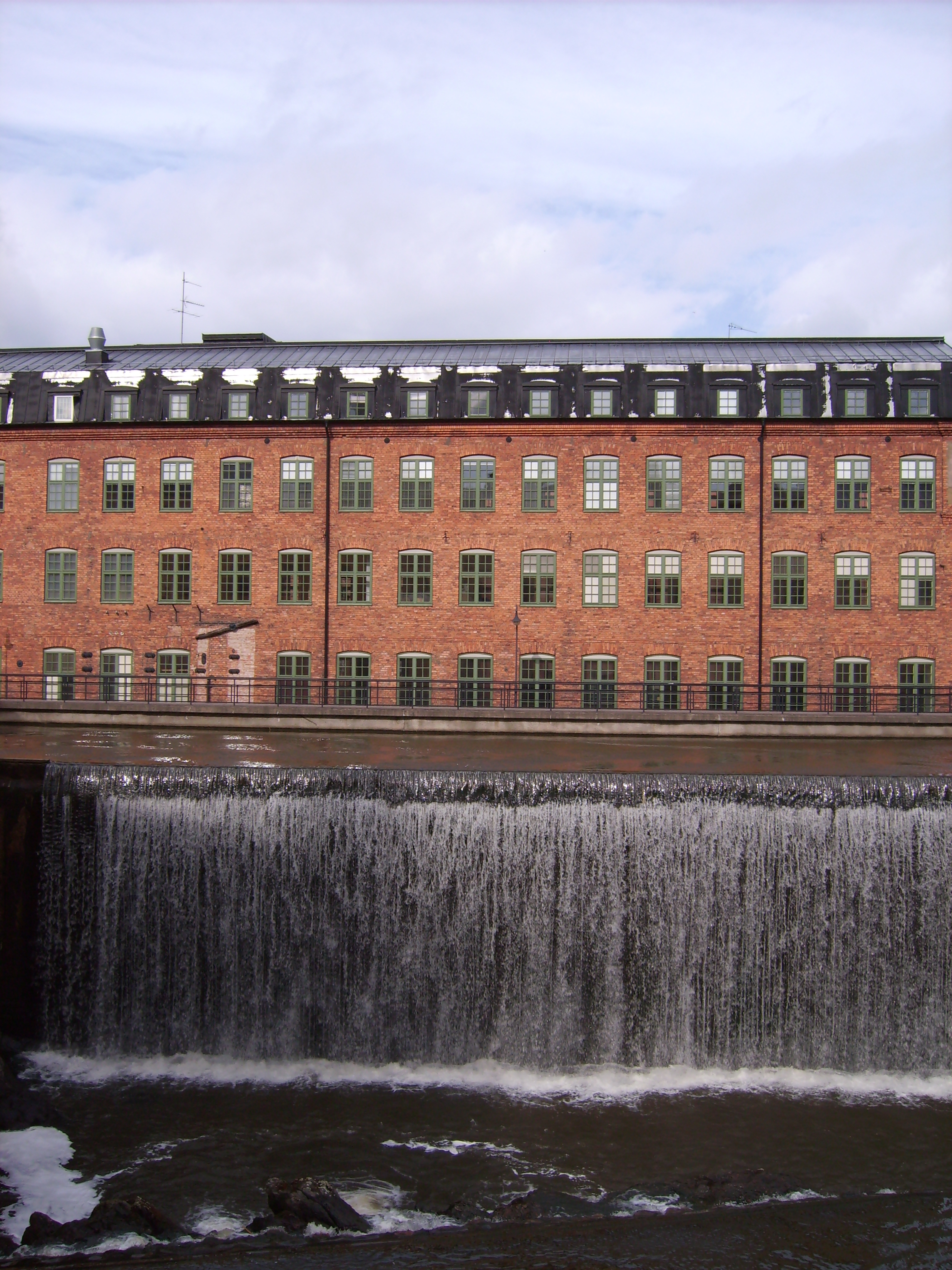
Saras kök spelades in i detta hus vid Industrilandskapet i Norrköping.

Saras kök var ett matprogram i SVT med Sara Begner och Ann Söderlund som producerades av SVT Norrköping.